# Edgar Nobs
Edgar Nobs (* 2. Dezember 1953 in Bräunlingen) ist ein ehemaliger deutscher Fußballspieler.

## Karriere
Bei SuS Northeim begann die Karriere des jugendlichen Fußballers Edgar Nobs. Im Jahr 1969 kam er im April zu zwei Einsätzen in der Schülernationalmannschaft des DFB in Länderspielen gegen England. Nobs spielte bereits in der Jugend des Hamburger SV, bevor er zu seinen ersten Einsätzen in der Bundesliga kam. Sein Debüt gab er am dritten Spieltag der Saison 1972/73. Bei der 2:1-Niederlage spielte er 90 Minuten. Anschließend absolvierte er vier weitere Spiele im Oberhaus des deutschen Fußballs. 1973 wechselte er zum VfL Osnabrück. Mit Osnabrück spielte er in der Regionalliga Nord. Hier wurde der Aufstieg in die 2. Bundesliga erreicht. Hinter Eintracht Braunschweig und dem FC St. Pauli wurde Platz drei in der Abschlusstabelle der Saison 1973/74 belegt. Nobs kehrte nach einer Spielzeit zum HSV zurück und kam nicht mehr zum Zuge. So wechselte er zum SV Atlas Delmenhorst. Zusammen mit dem auch vom HSV gekommenen Heiner Radbruch gelang Delmenhorst der Durchmarsch in die Oberliga. Noch bevor der „Atlas-Express“ gestoppt wurde, wechselte Nobs nach 47 Oberligaeinsätzen mit fünf Toren zum VfL Wolfsburg. Beim VfL spielte er bis 1983 und baute seine Einsätze in der Oberliga Nord auf insgesamt 134 Spiele mit 15 Toren aus. Im Herbst 1982 wurde Nobs bei einem Verkehrsunfall schwer verletzt, sein Zustand war wochenlang kritisch. Im Dezember 1982 wurde er nach elfwöchiger Behandlung aus dem Krankenhaus entlassen.